# خورخه دلیا
خورخه دلیا (اسپانیایی: Jorge D'Elía‎؛ زادهٔ ۲۸ آوریل ۱۹۳۸) بازیگر اهل آرژانتین است.
از فیلم‌ها یا برنامه‌های تلویزیونی که وی در آن نقش داشته‌است می‌توان به اوهام و طبقه هفتم اشاره کرد.